# Ankylopteryx overlaeti
Ankylopteryx overlaeti är en insektsart som beskrevs av Navás 1936. Ankylopteryx overlaeti ingår i släktet Ankylopteryx och familjen guldögonsländor. Inga underarter finns listade i Catalogue of Life.